# Джієра (комуна)
Джієра (рум. Giera) — комуна у повіті Тіміш в Румунії. До складу комуни входять такі села (дані про населення за 2002 рік):
- Гренічері (247 осіб)
- Джієра (685 осіб)
- Тоаджер (389 осіб)

Комуна розташована на відстані 416 км на захід від Бухареста, 43 км на південний захід від Тімішоари.

## Населення
За даними перепису населення 2002 року у комуні проживала 1321 особа.
Національний склад населення комуни:
| Національність | Кількість осіб | Відсоток |
| -------------- | -------------- | -------- |
| румуни         | 855            | 64,7%    |
| угорці         | 276            | 20,9%    |
| цигани         | 88             | 6,7%     |
| серби          | 64             | 4,8%     |
| німці          | 32             | 2,4%     |
| українці       | 6              | 0,5%     |

Рідною мовою назвали:
| Мова       | Кількість осіб | Відсоток |
| ---------- | -------------- | -------- |
| румунська  | 869            | 65,8%    |
| угорська   | 269            | 20,4%    |
| циганська  | 88             | 6,7%     |
| сербська   | 64             | 4,8%     |
| німецька   | 25             | 1,9%     |
| українська | 6              | 0,5%     |

Склад населення комуни за віросповіданням:
| Релігія                             | Кількість осіб | Відсоток |
| ----------------------------------- | -------------- | -------- |
| православні                         | 921            | 69,7%    |
| римо-католики                       | 332            | 25,1%    |
| баптисти                            | 21             | 1,6%     |
| п'ятдесятники                       | 18             | 1,4%     |
| греко-католики                      | 12             | 0,9%     |
| реформати                           | 6              | 0,5%     |
| адвентисти                          | 2              | 0,2%     |
| лютерани (Аугсбурзького сповідання) | 2              | 0,2%     |